# Sezamový olej

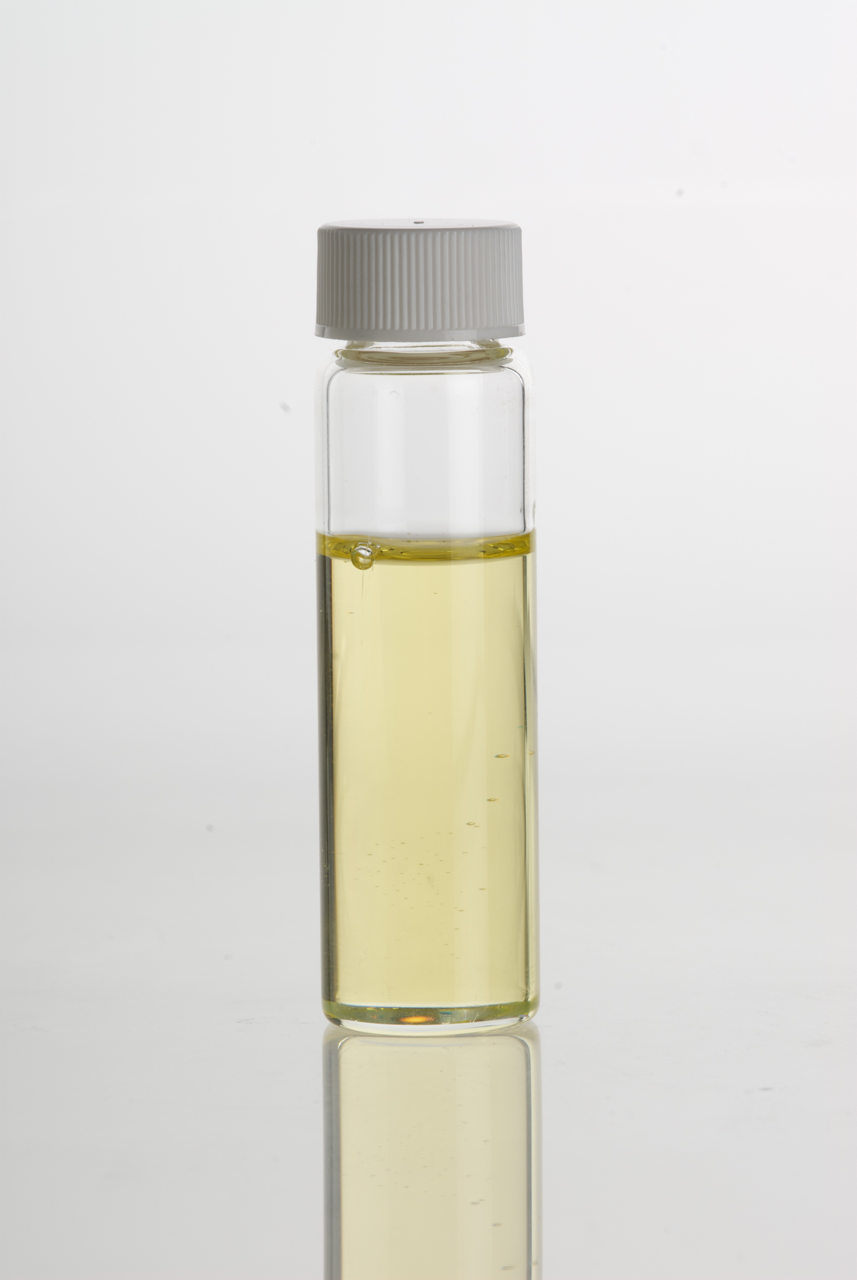
Sezamový olej ve skleněné ampuli

Sezamový olej je jedlý rostlinný olej získávaný ze sezamových semen. Kromě běžného použití jako kuchyňský olej v jižní Indii se často používá pro zlepšení chuti jídel v čínské a korejské kuchyni, v menší míře také v kuchyni jihovýchodní Asie.

## Složení

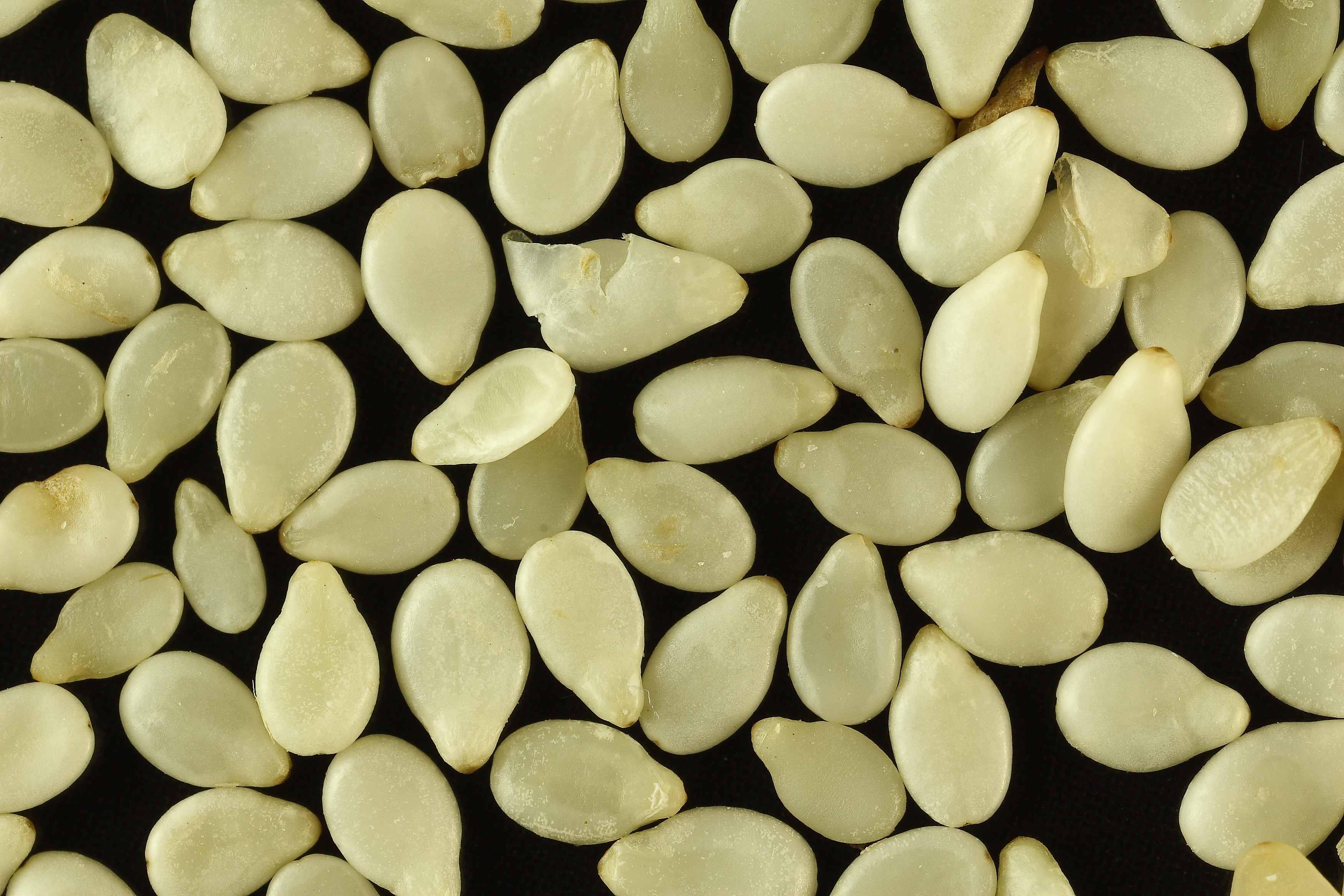
Semena sezamu bílého

Sezamový olej se skládá z těchto mastných kyselin:
| mastná kyselina | nomenklatura | minimum | maximum |
| --------------- | ------------ | ------- | ------- |
| palmitová       | C16:0        | 7,0 %   | 12,0 %  |
| palmitoolejová  | C16:1        | stopy   | 0,5 %   |
| stearová        | C18:0        | 3,5 %   | 6,0 %   |
| olejová         | C18:1        | 35,0 %  | 50,0 %  |
| linolová        | C18:2        | 35,0 %  | 50,0 %  |
| linolenová      | C18:3        | stopy   | 1,0 %   |
| eikosenová      | C20:1        | stopy   | 1,0 %   |

## Historie
Sezamová semena byla mezi prvními plody zpracovávanými na olej a současně jedním z nejstarších koření. Slovo 'ennai', které znamená v tamilštině "olej", má své kořeny v tamilských slovech eL(எள்ளு) a nei(னெய்), znamenajících sezam a tuk. Také hindské slovo Tel(तेल) pro olej je odvozeno od sezamového oleje, ze sanskrtského Taila(तैल), což znamená "získaný z Tila(तिल), tedy sezamu. Před rokem 600 př. n. l. používali Asyřané sezamový olej jako potravinu, mazivo a lék, primárně však jen bohatí, protože kvůli obtížnosti získávání byl olej drahý.